# Avinurme
Avinurme (in tedesco Awinorm) era un comune rurale dell'Estonia nord-orientale, nella contea di Jõgevamaa (prima del 2017 faceva parte della contea di Ida-Virumaa). Il centro amministrativo del comune era l'omonimo borgo (in estone alevik).
Nel 2017 è stato inglobato nel comune di Mustvee.

## Località
Oltre al capoluogo il comune comprende 16 località (in estone küla), tutte indicate anche con il loro nome tedesco:
- Adraku (Addrack)
- Alekere (Allecker)
- Änniksaare (Hennigsar)
- Kaevussaare (Kaewussar)
- Kiissa (Sankt Benedikt)
- Kõrve (Körwentack)
- Kõrvemetsa (Körwemetz)
- Kõveriku (Köwerich)
- Laekannu (Laggekanno)
- Lepiksaare (Leppiksar)
- Maetsma (Madutzma)
- Paadenurme (Padenorm)
- Sälliksaare (Selligsar)
- Tammessaare (Tammessar)
- Ulvi (Ulwi)
- Vadi (Waddi)